# Puffinure de Garnot
Pelecanoides garnotii
Espèce
Statut de conservation UICN

 EN B2ab(iii,v) : En danger
Le Puffinure de Garnot (Pelecanoides garnotii) est une espèce d'oiseaux de la famille des Pelecanoididae.

## Répartition
Cette espèce vit au large du Pérou et du Chili, aux environs du courant de Humboldt.